# Cima Capoves
La Cima Capoves (in francese Cime de Capoves)  è una montagna di 2.260 m s.l.m.  delle Alpi Liguri (sottosezione Alpi del Marguareis).

## Descrizione

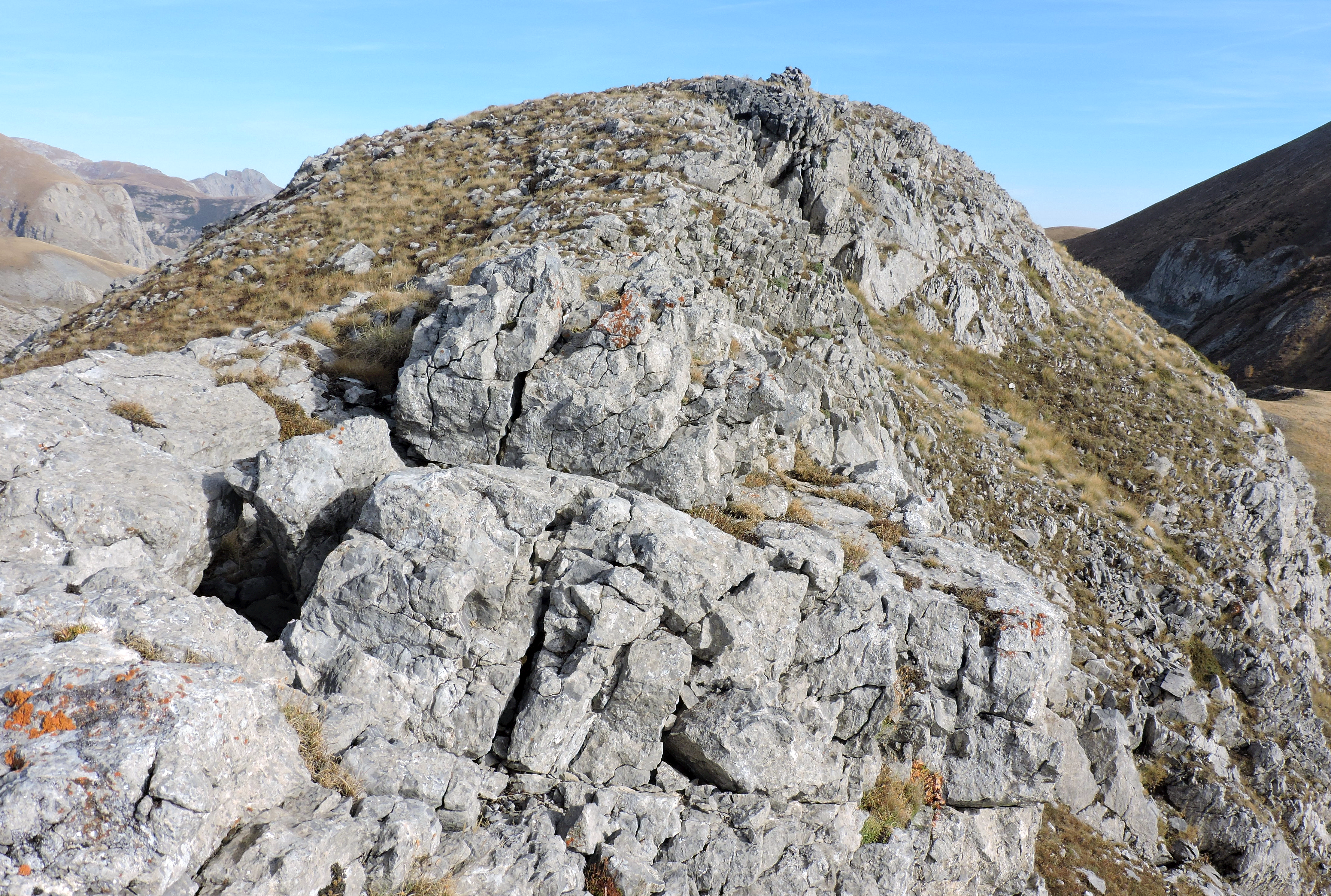
Vista da nord

La montagna fa parte della catena principale alpina ed è situata sullo spartiacque che separa il bacino del Tanaro (a est) dalla valle Roia. A sud lo spartiacque si abbassa ad una sella da alcuni chiamata Colle di Capoves (quota 2.207) che la separa dalla Cima di Pertegà, mentre a nord della cima si trova il Colle dei Signori (2.111 metri). La montagna è collocata poco lontano dal confine di stato tra l'Italia (provincia di Cuneo) e la Francia (dipartimento delle Alpi Marittime). Amministrativamente appartiene ad una exclave del comune francese di La Brigue (FR-06). Morfologicamente è caratterizzata da ripidi pendii erbosi alternati a affioramenti e macereti di roccia calcarea. Sul lato che guarda verso l'Italia transita a mezza costa la strada ex-militare sterrata Monesi-colle di Tenda. La sua vetta è segnalata da un piccolo ometto di pietrame. La prominenza topografica del monte è di 53 metri.

## Accesso alla cima
La Cima Capoves può essere raggiunta abbastanza facilmente partendo dal vicino rifugio Don Barbera per tracce di passaggio che si staccano da una mulattiera proveniente dal colle dei Signori. Per tale mulattiera transita l'Alta via delle Alpi del Mare.

## Storia
La montagna, che un tempo apparteneva all'Italia, è oggi passata interamente alla Francia: il trattato di Parigi fa infatti transitare il confine tra le due nazioni lungo una mulattiera che corre sul versante padano poco ad est della cima.

## Punti di appoggio
- Rifugio don Barbera